# 布库洛尔
布库洛尔是一种含氮有机化合物，化学式C
17H
23NO
4，能作为β受体阻滞剂。它不具有抗菌活性。
它可以形成盐酸盐（C
17H
23NO
4·HCl），该盐酸盐的别名为CS-359。